# Jan Volker Röhnert
Jan Volker Röhnert (* 19. November 1976 in Gera) ist ein deutscher Literaturwissenschaftler und Autor.

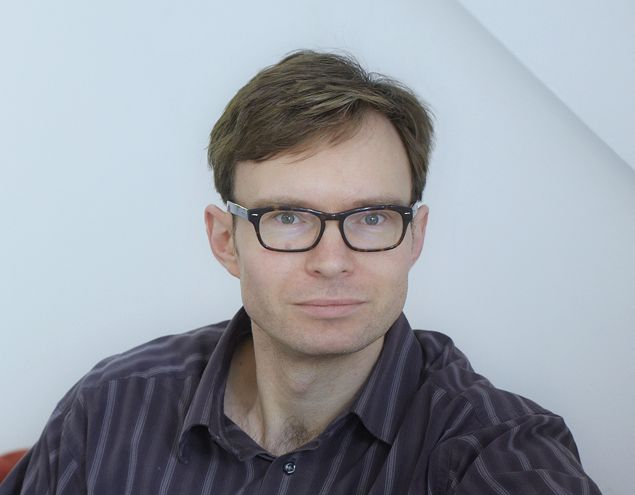
Jan Volker Röhnert (2013)

## Leben
Jan Volker Röhnert wuchs in Oberndorf bei Gera auf, studierte Literaturwissenschaften, Deutsch als Fremdsprache, Romanistik und Erziehungswissenschaft an der Friedrich-Schiller-Universität Jena. Auslandsaufenthalte führten ihn nach Italien und Frankreich: 1998 als Volontär ans Goethe-Institut in Genua und 2000/01 als Fremdsprachenassistent nach Toulon. Von 2003 bis 2008 unterrichtete er als wissenschaftlicher Mitarbeiter Literatur an der FSU Jena. Zwischen 2008 und 2010 arbeitete er als DAAD-Lektor an der Universität Sofia. Zum Wintersemester 2011 wurde er zum Heyne-Juniorprofessor für Neuere Deutsche Literatur am Germanistischen Institut der TU Braunschweig berufen.
Röhnert verfasst Gedichte und Essays über Lyrik, die in Literaturzeitschriften und Anthologien erschienen. Er übersetzte Lyrik aus dem Französischen und aus dem amerikanischen Englischen. Seit 2003 ist er als Referent der Literaturwerkstatt des Jungen Literaturforums Hessen-Thüringen tätig. Von 2017 bis zu seinem Austritt 2022 war Röhnert Mitglied im PEN-Zentrum Deutschland, im Juni 2022 war er Mitgründer des PEN Berlin.
2001 debütierte Röhnert mit dem Künstlerbuch Fragment zum französischen Süden 1 & 2. In Meine erstaunliche Fremdheit untersuchte er die Arbeiten Rolf Dieter Brinkmanns, die Einfluss auf sein Schaffen ausübten. Seine Dissertation Medium und Metapher. Der Film als Paradigma der Lyrik im 20. Jahrhundert analysiert den Einfluss des Kinos auf die moderne Lyrik. In seiner 2014 erschienenen Habilitationsschrift Selbstbehauptung zeigt der Autor an exemplarischen Texten von Johann Wolfgang Goethe über Heinrich Heine, Theodor Fontane, Gottfried Benn und Ernst Jünger bis zu Peter Handke, dass die moderne Gattung der Autobiographie aufs engste mit der Darstellung des Krieges verbunden ist.

## Werke

### Lyrik
- Fragment zum französischen Süden 1 & 2, Langgedicht und Fotomontagen, hrsg. von Theo Breuer, Itzehoe: edition bauwagen, 2001. (ohne ISBN)
- Burgruinenblues. Gedichte. Weimar: Edition Muschelkalk im Wartburg Verlag, 2003. ISBN 3-86160-312-8.
- Die Hingabe, endloser Kokon. Gedicht. Dresden; Jena: Edition AZUR im Glaux Verlag, 2005. ISBN 3-931743-83-7.
- Going out in sunlight. Itzehoe: Footura Black Edition in der edition bauwagen, 2005. (ohne ISBN)
- Baltic Times. Fünf Gedichte. Warmbronn: Keicher, 2006 (ohne ISBN)
- Sonnenquartette. Gedicht. Rudolstadt: Burgartpresse, 2006. ISBN 3-910206-57-3
- Metropolen. Gedichte. München: Edition Lyrik Kabinett bei Hanser, 2007. ISBN 978-3-446-20929-9
- Notes from Sofia. Bulgarische Blätter. Lyrik, Notate und Erzählung. Dresden: Edition Azur, 2011. ISBN 978-3-942375-04-7
- Thrakisches Tagebuch.  Auf Orpheus’ Spuren durch Südbulgarien, poetisches Reisetagebuch. Frankfurt am Main: Edition Faust, 2013. ISBN 978-3-9815893-3-7
- Wolkenformeln.  Gedichte. Frankfurt am Main: Edition Faust, 2014. ISBN 978-3-945400-02-9
- Breughels Affen. Gedichte. Nettetal: Elif Verlag, 2019. ISBN 978-3-946989-23-3
- Erdtagzeit. Gedichte. Frankfurt am Main: Edition Faust, 2023. ISBN 978-3-949774-23-2

### Prosa
- Am Sirenenkap. Rilkes Capri-Gedichte. Berlin:; Schwabe Verlag, 2021. ISBN  978-3-7574-0067-5

- Karstwärts. Erzählungen. Erfurt: kul-ja!, 2024. ISBN  978-3-949260-21-6
- Wildnisarbeit. Schreiben, Tun und Nature Writing. Wuppertal: Arco, 2025. ISBN  978-3-96587-076-5

### Übersetzungen
- Christopher Edgar: Zuviel Gelächter in der Dunkelheit. Gedichte Deutsch-Englisch. Jena: Edition Azur im Glaux Verlag 2007. ISBN 978-3-931743-03-1
- Craig Arnold: fleischgeworden. Gedichte Deutsch-Englisch. Wiesbaden: luxbooks, 2008. ISBN 978-3-939557-34-0
- Ron Padgett: Die schönsten Streichhölzer der Welt. Gedichte Deutsch-Englisch. Mainz: Dieterich’sche Verlagsbuchhandlung, 2017. ISBN 978-3-87162-093-5

### Wissenschaftliche Veröffentlichungen
- Meine erstaunliche Fremdheit! Zur poetischen Topographie des Fremden am Beispiel von Rolf Dieter Brinkmanns Reiselyrik. Essay. München: Iudicium, 2003. ISBN 3-89129-682-7
- Springende Gedanken und flackernde Bilder. Lyrik im Zeitalter der Kinematographie. Cendrars - Ashbery - Brinkmann (Dissertation) Göttingen: Wallstein, 2007. ISBN 978-3-8353-0215-0
- (Hg. mit Andreas Kramer) Die endlose Ausdehnung von Zelluloid. 100 Jahre Film und Kino im Gedicht. Eine Anthologie. Dresden: Edition Azur, 2009. ISBN 978-3-9812804-2-5
- (Hg. mit Imma Klemm) Klemm, Wilhelm: Gesammelte Verse. Mainz: Dieterich’sche Verlagsbuchhandlung, 2012. ISBN 978-3-87162-077-5
- Nord liegt so nah wie West. Kleine Poetik der Himmelsrichtungen. Essay. Göttingen: Wallstein, 2014. ISBN 978-3-8353-1440-5
- Selbstbehauptung. Autobiographisches Schreiben vom Krieg bei Goethe, Heine, Fontane, Benn, Jünger, Handke (Habilitationsschrift). Frankfurt am Main: Verlag Vittorio Klostermann, 2014. ISBN 978-3-465-03851-1
- Das Ur-Sonett an Orpheus? Rilkes Lied vom Meer. In: Rilke in Bern. Sonette an Orpheus. Blätter der Rilke-Gesellschaft. Göttingen 2014, S. 187–203. ISBN  978-3-8353-1493-1

## Auszeichnungen
- 2002: Junges Literaturforum Hessen-Thüringen
- 2003: Lyrik-Debüt-Preis des Literarischen Colloquiums Berlin
- 2003: Walter-Dexel-Stipendium der Stadt Jena
- 2004: Stipendium der Stiftung Kulturfonds
- 2005/06: Stipendium und Projektförderung der Kulturstiftung des Freistaats Thüringen[4]
- 2006: Stipendium des Europäischen Übersetzer-Kollegiums in Straelen
- 2010: Harald-Gerlach-Literaturstipendium[5]
- 2011: Wolfgang-Weyrauch-Förderpreis[6]
- 2014: Medienpreis der RAI Südtirol Lyrikpreis Meran